# Georges Champeaux
Isidore-René Champeau dit Georges Champeaux, né le 31 mars 1892 à Blanzy et mort le 23 octobre 1952 dans le 14e arrondissement de Paris, est un écrivain, militant politique et journaliste français d'origine lyonnaise.
Originaire de Vaise, faubourg de Lyon, journaliste au Cri de Lyon, membre de la Fédération du Parti Communiste du Rhône, et de Clarté, Georges Champeaux était également rédacteur en chef de Travail. Il est remplacé par Georges Faivre en 1923.
Par la suite son parcours prend un virage à l'extrême droite alors qu'il collabore à Gringoire, où il est le titulaire de plusieurs rubriques, notamment celle de la critique cinématographique, et au quotidien du PPF Le Cri du peuple. Sous l'Occupation, il se fait l'apologiste de la collaboration, en collaborant à des journaux comme La Gerbe (en 1941) ou Je suis partout (en 1944), et en publiant des ouvrages tel La Croisade des démocraties (1941-43), préfacé par Dominique Sordet, une volumineuse étude qui entend faire porter la responsabilité de la guerre sur les démocraties et le « parti belliciste ». Il figure pour ce motif sur la liste noire établie en 1944 par le Comité national des écrivains.
Dans son Journal littéraire en juillet 1944, Paul Léautaud évoque la parution dans Je suis partout du Journal d'un fuyard de Georges Champeaux ; il prie Alain Laubreaux de transmettre à l'auteur ses « plus grands compliments pour le plaisir et l'intérêt [qu'il a] eu à le lire ». Il apprécie qu'il y ait « encore des gens qui écrivent de cette façon, qui ont le goût d'écrire de cette façon, simple, naturelle, directe, vivante, franche, sans rien de tant de phraseurs qui se croient merveilleux ». Champeaux remerciera Léautaud par une lettre « charmante et amusante » (18 juillet). Paul Léautaud évoque aussi l'article de Georges Champeaux relatant l'assassinat de Philippe Henriot (Paul Léautaud, Journal littéraire, juillet 1944-août 1946, Mercure de France, T. XVI, 1964 ; v. l'index).
Le 25 juillet 1933 il se marie avec Alphonsine Anna Gay à Paris.

## Publications
- Le Roman d'un vieux Groléen, éditions de Guignol, 1919
- La Prima Donna, roman, Paris, Albin Michel, 1923.
- Charlotte ou l'Adieu à Werther, Paris, Les Éditions de France, 1941.
- La Croisade des démocraties 1. Formation de la coterie de la guerre, Paris, Publications du Centre d'études de l'Agence de presse Inter-France, 1941.
- La Croisade des démocraties 2. De l'affaire tchèque au revirement de la Cité, Paris, Éditions du Centre d'études de l'Agence de presse Inter-France, 1943.
- La grande messe des morts de Hector Berlioz, avec des gravures sur bois de Daragnès, Paris, Colombia, Pathé-Marconi, 1944

## Sources
- Pierre-Marie Dioudonnat, Les 700 rédacteurs de "Je suis partout": 1930-1944, Sedopols, 1993, p. 27
- Philippe d'Hugues, Les écrans de la guerre: le cinéma français de 1940 à 1944, Ed. de Falois, 2005
- Gabriel Chevallier, "Carrefours des hasards", PUF, 1956 (témoignage)